# Stadtkirche Lenzburg

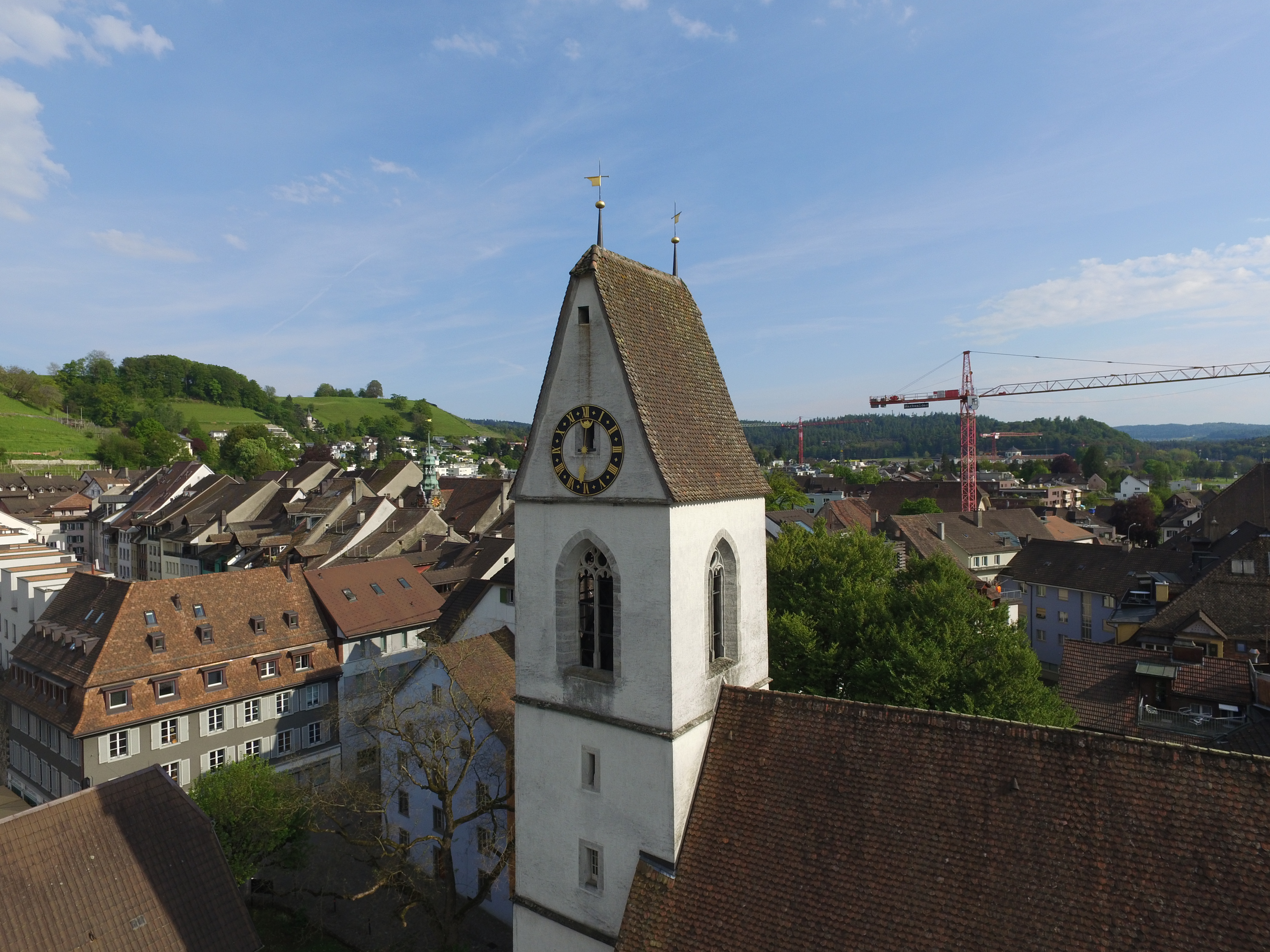
Stadtkirche Lenzburg

Die Stadtkirche Lenzburg in der Hinteren Kirchgasse ist die Reformierte Kirche des aargauischen Städtchens Lenzburg in der Schweiz. Der dominante Käsbissenturm prägt das Ortsbild der Altstadt.

## Geschichte
Zunächst gehörte Lenzburg kirchlich zur Pfarrei Staufen. Die Pfarrei war seit 1415 Teil des Berner Aargaus. Als Bern im Jahre 1528 die Reformation einführte, sollte auch die Pfarrei Staufen reformiert werden, was zunächst auf Widerstand in der Bevölkerung stiess. Deshalb konnte erst ein Jahr später die Reformation in Lenzburg durchgesetzt werden. Die Stadt löste sich 1565 von der Mutterpfarrei Staufen. Schon im 15. Jahrhundert war die Kapelle des Städtchens zur Kirche ausgebaut worden und 1667 erfolgte der Umbau zu einer Saalkirche, die bis heute erhalten ist. Aus diesem Jahr ist auch die Wappenmalerei beim Südausgang. Die Rokoko-Stukkaturen an den breiten Hohlkehlen und der Flachdecke, die Johann Jakob Moosbrugger 1760 geschaffen hatte, blieben beim Umbau erhalten. Die Kirche wurde zur letzten Ruhestätte von im Zweiten Villmergerkrieg von 1712 gefallenen bernischen Offizieren.

## Ausstattung
Teile des Chorgestühls sind noch aus der Erbauungszeit. Die Rokoko-Stuckdecke der Kirche sowie Emporen und Orgelbau wurden 1760 erstellt. Die Polygonkanzel stammt von 1641 und wurde 1903 mit einer neuen Rückwand und Treppe versehen. Im Jahre 1935 erhielt die Kirche ein neues Geläut. Die alten Glocken, die zunächst eingeschmolzen werden sollten, wurden von der Glockengiesserei Rüetschi in Aarau nach Birmenstorf verkauft, die beiden für ein Museum bestimmten nach Birmenstorf verliehen. Der ovale Taufstein ist ein Werk des Bildhauers Johann Friedrich Funk.

### Glockenstuhl und Geläut
Im Rahmen der Neubestückung des Geläuts wurde der alte, hölzerne Glockenstuhl von 1635 im Jahr 1937 westlich des Fünfweihers (Feufweier) wieder errichtet. Er dokumentiert mit seinen leeren Eichenholz-Fachwerkstreben die hohe Handwerkskunst der ersten Hälfte des 17. Jahrhunderts. Das dreihundert Jahre alte Gebälk war den Verantwortlichen zu wertvoll, um es zu vernichten.
Der Neubau des Glockenstuhls war notwendig geworden, weil statt der vier vorhandenen Glocken ein neues Glockengeläut mit sechs Glocken angeschafft wurde, das 1935 von der Glockengießerei H. Rüetschi gegossen wurde. Denn durch die neu errichtete Katholische Kirche Herz Jesu wurde eine tonale Abstimmung mit deren Geläut notwendig. Man entschied, neue Glocken zu beschaffen und die alten Glocken an die Reformierte Kirche Birmenstorf abzugeben. Die Vieruhrglocke, die seit 1420 in der Staufbergkirche geschlagen hatte, wurde ebenfalls nach Birmenstorf ausgeliehen, kam aber 2002 auf den Staufberg zurück. Alle Glocken tragen Namen von für die Schweiz bedeutsamen Reformatoren. Der  Glockenstuhl wurde 2015 erneut ersetzt und die Glocken erhielten bei dieser Gelegenheit auch neue Klöppel.
| Glocke | Name       | Durchmesser | Gewicht | Schlagton |
| ------ | ---------- | ----------- | ------- | --------- |
| 1      | Luther     | 2000 mm     | 5030 kg | as°       |
| 2      | Zwingli    | 1600 mm     | 2522 kg | c′        |
| 3      | Calvin     | 1340 mm     | 1451 kg | es′       |
| 4      | Haller     | 1200 mm     | 1060 kg | f′        |
| 3      | Oekolampad | 1080 mm     | 0758 kg | g′        |
| 4      | Bullinger  | 0900 mm     | 0444 kg | b′        |

### Orgel
Die Orgel auf der Empore im hinteren Teil der Kirche wurde 1973 von der Orgelbau Kuhn AG neu erbaut, benutzt aber weiter den Rokoko-Prospekt von 1762 mit den Schnitzereien von Urs Biedermann, der im Jahr davor restauriert worden war. Die Vorgängerorgel stammte von Johann Konrad Speisegger (1699–1781), Schaffhausen. In den Jahren 1851 wurde sie von Friedrich Haas, 1920 von Friedrich Goll restauriert und ergänzt.
Die heutige Orgel besitzt 47 Register auf drei Manualen und Pedal. Sie wurde zuletzt 1991 geringfügig umdisponiert und intoniert. 2017 kamen zwei neue Register im Pedal und ein Register im Schwellwerk sowie einige zusätzliche Koppeln hinzu.